# Santa María, Tlalmanalco
Santa María är en ort i Mexiko, tillhörande kommunen Tlalmanalco i delstaten Mexiko. Santa María ligger i den centrala delen av landet och tillhör Mexico Citys storstadsområde. Orten hade 2 084 invånare vid folkräkningen 2010.